# Autoprezentace
Autoprezentace (z řec. autos = sám; z lat. praesens = přítomný) je stylizované (adaptivní) i spontánní (expresivní) objektivizování sebe sama svými činy a výtvory, kulturou osobního projevu a vystupováním, svým dílem a celým životním slohem (stylem), sebeprezentace.
Autoprezentace odkazuje na způsob, kterým se člověk sám pokouší prezentovat ve společnosti za účelem ovlivnění toho, jak o něm ostatní smýšlí a utvořením příznivého dojmu o sobě. Zahrnuje vyjadřování se a chování jednotlivce takovým způsobem, aby vytvořil chtěný dojem na své okolí.
Pojem autoprezentace je úzce spojen s pojmem „impression management“, který odkazuje na vědomý či nevědomý proces, při kterém se člověk pokouší ovlivnit jak ostatní lidé vnímají dané osoby, objekty, události – jedná se o kontrolovanou prezentaci informací, týkajících se různých osob, objektů či událostí. Tento koncept poprvé zmínil Erving Goffman v roce 1959 ve svém díle The Presentation of Self in Everyday Life a následně byl prohlouben v roce 1967.
Autoprezentace klade důraz převážně na chování, stylizované v souladu s pojetím sebe samého, zabývá se pojetím „já“ v souvislosti s danou osobou a fenomenologicky vyjadřuje sebepoznání a jeho projevy v chování subjektu.
B. Wojciszek (1986) uvádí ve svém díle Struktura „já“ ,že autoprezentace je teoretický pojem, denotující určité objektivně existující psychologické struktury v mysli subjektu nezávisle na tom, zda si je subjekt těchto struktur vědom či nikoli, což znamená, že autoprezentace může být i nevědomá. 
Podle B. Wojciszka je autoprezentace reprezentací vlastní osoby v sebepoznání (sebepojetí) i v jednání. Současně uvádí, že je jednou z nejčastěji aktivizovaných mentálních struktur. Její kognitivní a behaviorální složky mají jednotnou bázi v informačních strukturách jako mechanismech regulace vztahů jedince ke skutečnosti a tvoří tak jednotu poznání a jeho instrumentálního použití a rysy osobnosti se liší stupněm, v jakém jsou „nasyceny“, tj. sebestylizací. 

## Cíle autoprezentace
Subjekty prostřednictvím autoprezentace cíleně představují svému okolí jisté obrazy svého chování, z čeho mají následně užitek. Nejčastějším cílem je vyvolání pocitu oblíbenosti a kompetence od svého publika. Ve všeobecnosti lze rozlišit dva hlavní cíle:

### Mezilidské cíle
Cíleným výsledkem autoprezentace je v tomto případě přimět své okolí k jistému chováni vzhledem k osobě subjektu. Muže jít o nabytí respektu, moci, popularity, obdivu a jiných subjektem vyžadovaných sociálních benefitů.

### Sebepojetí
Důležitým cílem je zachování své vlastní podstaty. Subjekt tedy pozměňuje své chování tak, aby bylo v souladu s tím, jak vnímá a chce být vnímán sám sebou, přičemž jeho prioritním cílem v tomto případě není vyvolání stejného dojmu u svého okolí.

## Způsoby autoprezentace
Rozlišujeme 3 základní způsoby autoprezentace:

### Verbální
Subjekt realizuje prezentaci sebe samého prostřednictvím verbální komunikace, tedy jazyka a řeči.

### Neverbální
Jde o autoprezentaci, založenou na neverbální komunikaci, tedy prostřednictvím fyzického vzhledu, gestiky, nebo mimiky.

### Pomocí rekvizit
Jde o snahu o vyvolání jistého dojmu u svého publika na základě významu vztahů mezi subjektem a danou rekvizitou. S tímto způsobem autoprezentace souvisí například výběr sociálních skupin, ve kterých se subjekt angažuje a pod.

## Negativa a nevýhody autoprezentace
Autoprezentaci lze označit za úspěšnou, jestliže publikum neiniciuje zpochybňování cíle subjektu. Nejčastějšími příčinami neuspokojení cíle autoprezentace , jsou skutečnosti, kdy způsoby prezentování sebe samého nejsou v souladu s vnímáním subjektu daným publikem. Tedy čím více má publikum informací o danému subjektu, tím menší prostor je ponechán pro vytváření vlastní identity.